# Пельтигеровые (порядок)
Пельтиге́ровые (лат. Peltigerales) — порядок грибов, входящий в подкласс Леканоромицетовые (Lecanoromycetidae) класса Леканоромицеты (Lecanoromycetes). Порядок объединяет 10 семейств.

## Описание
Слоевище листоватое или чешуйчатое. Фотобионты могут быть из отдела цианобактерий (например, носток), или из отдела зелёных водорослей (например, Coccomyxa). Большинство видов содержит цианобактерии, небольшое число — цианобактерии и зелёные водоросли, и лишь несколько видов содержит только зелёные водоросли.

## Среда обитания и распространение
Лишайники порядка произрастают на коре деревьев, мхах, почве, камнях. Широко распространены в мире. Наибольшее биоразнообразие представлено в Северном полушарии, хотя представители семейства лобариевые больше представлены в Южном полушарии.

## Классификация
Согласно базе данных Catalogue of Life порядок объединяет следующие семейства:
- Coccocarpiaceae Henssen, 1986 — Коккокарповые, или Коккокарпиевые
- Collemataceae Zenker, 1827 — Коллемовые
- Koerberiaceae T. Sprib. et Muggia, 2012 — Кёрбериевые
- Lobariaceae Chevall., 1826 — Лобариевые
- Massalongiaceae Wedin, P.M. Jørg. et Wiklund, 2007 — Массалонговые
- Nephromataceae Wetmore, 1960 — Нефромовые
- Pannariaceae Tuck., 1872 — Паннариевые
- Peltigeraceae Dumort., 1822 — Пельтигеровые
- Placynthiaceae Ǻ.E. Dahl, 1950 — Плацинтиевые
- Vahliellaceae Wedin, P.M. Jørg. et S. Ekman — Вахлиелловые